# Węgierski Komitet Olimpijski

Logo Węgierskiego Komitetu Olimpijskiego

Węgierski Komitet Olimpijski (węg. Magyar Olimpiai Bizottság), MOB – organizacja sportowa koordynująca węgierskie organizacje sportowe, funkcjonująca jako Węgierski Narodowy Komitet Olimpijski i Węgierski Narodowy Komitet Paraolimpijski.
MOB jest drugą najstarszą, po Czerwonym Krzyżu Krajów Korony Świętego Stefana, węgierską organizacją, która istnieje i działa do dzisiaj. Spośród narodowych komitetów olimpijskich, MOB został założony jako szósty 15 grudnia 1895 roku (po Francuskim, Greckim, Amerykańskim, Niemieckim i Austriackim Komitecie Olimpijskim).
Węgierski Komitet Olimpijski w 2005 roku świętował 110. rocznicę powstania. Na zorganizowanej uroczystości byli obecni Juan Antonio Samaranch, dożywotni honorowy prezes MKOl i ówczesny prezes Jacques Rogge.

## Historia Węgierskiego Komitetu Olimpijskiego

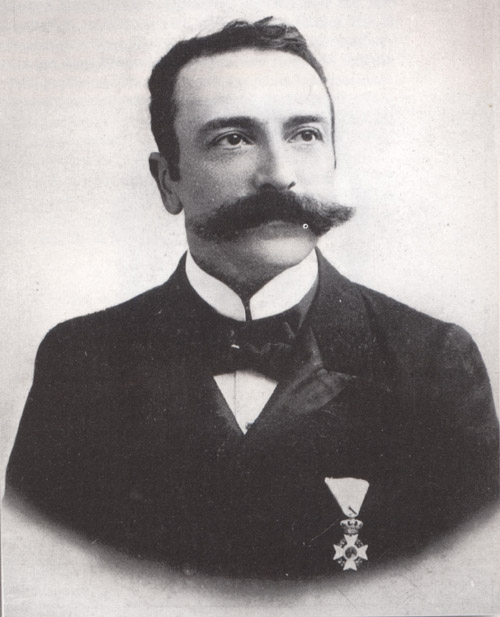
Ferenc Kemény, założyciel MOB

Ferenc Kemény, dyrektor kąpielisk termalnych w Egerze, był w latach osiemdziesiątych XIX wieku studentem paryskiej Sorbony. Tam poznał barona Pierre'a de Coubertina, który przedstawił mu wizję odrodzenia Ruchu olimpijskiego. Gdy w 1894 roku, Francuz założył w Paryżu Francuski Komitet Olimpijski, listownie poprosił Kemény'ego, by uczynił to samo na Węgrzech i przyłączył Komitet do ruchu. Kemény był także pierwszym przedstawicielem MOB-u w MKOl.
Węgierskie Towarzystwo Gimnastyczne, którego Kemény był członkiem, początkowo z rezerwą przyglądało się jego poczynaniom, lecz po krótkim czasie dołączyło do Komitetu. Węgrowi udało się także włączyć do nowo powstałej organizacji dużą liczbę towarzystw sportowych, w większości z Budapesztu i okolic. Wśród tych najbardziej znaczących były kluby MKT, BBTE i TBE. Pierwszym prezesem Węgierskiego Komitetu Olimpijskiego został Albert Berzeviczy, zaś Kemény został pierwszym sekretarzem.

## Prezesi Węgierskiego Komitetu Olimpijskiego
- Albert Berzeviczy (1895–1904)
- Imre Széchényi (1904–1905)
- Géza Andrássy (1905–1907
- Géza Andrássy i Gyula Muzsa (1907–1927)
- Gyula Muzsa (1927–1940)
- Gyula Prém (1941–1944)
- Alajos Jámbor i Sándor Barcs (1947–1948)
- Gusztáv Sebes i Zsigmond Ábrai (1948–1951)
- Gyula Hegyi (1951–1958)
- Gyula Hegyi, Sándor Gáspár i Zoltán Komócsin (1958–1962)
- Gyula Hegyi (1962–1964)
- Gyula Egri (1964–1969)
- Sándor Beckl (1969–1978)
- István Buda (1978–1986)
- Gábor Deák (1986–1989)
- Pál Schmitt (1989–2010)
- Zsolt Borkai (2010–2017)
- Krisztián Kulcsár (2017–2022)
- Zsolt Gyulay (2022– )